# Prabis
Prabis oder auch Prábis ist eine Kleinstadt im Nordwesten Guinea-Bissaus mit 2731 Einwohnern (Stand 2009).
Der Ort ist Sitz des gleichnamigen Verwaltungssektors mit einer Fläche von 213 km² und 33.024 Einwohnern.
Der afro-portugiesische Regisseur Filipe Henriques machte 2015 hier Filmaufnahmen für ein Musikvideo der guinea-bissauischen Sängerin Eneida Marta.

## Sehenswürdigkeiten
Bekannt ist die nahe Praia de Suru am Atlantik. Der Sandstrand ist für die Hauptstadtbewohner der nächstgelegene Badestrand und für seine Ruhe bekannt. Vogelbeobachtung insbesondere von Zugvögeln ist hier möglich.

## Verkehr
Prabis ist über eine Asphaltstraße mit der etwa 20 km östlich liegenden Hauptstadt Bissau verbunden.

## Gliederung
Der Sektor Prabis umfasst etwa 50 Ortschaften, häufig ländliche Dörfer (Tabancas).
Die Sektorhauptstadt Prabis ist in sechs Ortsteile (Bairros) gegliedert.
Zu den wichtigsten Orten im Sektor zählen außerdem:
- Blunde
- Bor (drei Ortsteile)
- Bruno (sechs Ortsteile)
- Cupol (zwei Ortsteile)
- Enteramento (drei Ortsteile)
- Intunhande
- Oco
- Pefine (drei Ortsteile)
- Suro